# 8322 Kononovich
8322 Kononovich este un asteroid din centura principală de asteroizi.

## Descriere
8322 Kononovich este un asteroid din centura principală de asteroizi. A fost descoperit pe 5 septembrie 1978 la Observatorul de Astrofizică din Crimeea de Nikolai Cernîh. El prezintă o orbită caracterizată de o semiaxă mare de 3,23 ua, o excentricitate de 0,15 și o înclinație de 1,8° în raport cu ecliptica.